# Stevan Karamata
Stevan Karamata (26. rujna 1926., Zemun, Srbija — 25. srpnja 2015., Zemun, Srbija) bio je srpski geolog, redoviti član Srpske akademije znanosti i umjetnosti i redoviti profesor Rudarsko-geološkog fakulteta u Beogradu.

## Životopis
Rođen je 1926. godine u Beogradu, od oca Ozrena i majke Zore Karamata. Geologiju je studirao u Zagrebu i Beogradu, a diplomirao je 1950. godine na Geološkom odsjeku Rudarsko-geološkog fakulteta Sveučilišta u Beogradu. Od 1956. do 1967. godine prošao je sva nastavna zvanja, a 1990. godine je otišao u mirovinu. Njegov nastavni i znanstveni rad vezan je za petrologiju, mineralogiju i geokemiju, a bavio se i geokemijom rudnih ležišta. Kao gostujući predavač, držao je predavanja na više inozemnih fakulteta (Leoben, Freiburg, Zürich). Istraživačkim radom bavio se na velikom dijelu teritorije bivše Jugoslavije, kao i znatno šire (Turska, Pakistan, itd). 
Dopisni član SANU postao je 1970. godine, a redoviti 1985. godine. Osim toga, član je i drugih akademija znanosti: Hrvatske akademije znanosti i umjetnosti, Austrijske akademije znanosti, Akademije prirodnih znanosti Ruske Federacije. Stekao je počasni doktorat na Sveučilištu u Cluju. Član je Srpskog geološkog društva, Švicarskog mineraloško-petrografskog društva, Društva fizičkih i prirodnih znanosti u Ženevi, Bugarskog geološkog društva.  

## Znanstveni rad
Karamatin znanstveni rad vezan je za petrologiju i geokemiju ofiolita i ofiolitskih zona Balkana. U geologiji Balkanskog poluotoka ostaće upamćen po geodinamičkoj teoriji formiranja ofiolitskih zona Dinarida i Vardarske zone.